# دزدان (فیلم ۲۰۱۲)
دزدان (انگلیسی: The Thieves; کره‌ای: 도둑들; لاتین‌نویسی اصلاح‌شده: Dodukdeul) یک فیلم محصول کره جنوبی سال ۲۰۱۲ در ژانر کمدی اکشن و سرقت به کارگردانی چوی دونگ هون است.

## بازیگران
- کیم یون سوک در نقش ماکائو پارک
  - سو یونگ جو در نقش جوانی ماکائو پارک
- کیم هه سو در نقش پپسی[۸][۹][۱۰][۱۱]
- لی جونگ جه در نقش پاپی[۸][۱۲][۱۳][۱۴][۱۵]
- جون جی هیون در نقش ینی‌کال[۱۶][۱۷][۱۸][۱۹][۲۰]

## انتشار بین‌المللی
حقوق توزیع این فیلم به چندین کشور از جمله سنگاپور، مالزی، برونئی، اندونزی، تایوان، چین، هنگ کنگ، تایلند و ویتنام فروخته شد. این فیلم در آمریکای شمالی در جشنواره بین‌المللی فیلم تورنتو ۲۰۱۲ به نمایش درآمد، و در ایالات متحده آمریکا توسط وِل گو یواِس‌اِی انترتینمنت توزیع شد. ول گو در ۱۲ فوریه ۲۰۱۳، این فیلم را به صورت دی‌وی‌دی و بلو-ری منتشر کرد.